# Walter Heitz
Walter Heitz (8. prosince 1878 – 2. února 1944) byl německý generál Wehrmachtu, který dosáhl hodnosti generálplukovníka. Během bitvy u Stalingradu upadl do sovětského zajetí, ze kterého se již nikdy nevrátil. Mimo jiné byl držitelem mnoha vojenských vyznamenání včetně rytířského kříže s dubovou ratolestí.

## Život

### Císařství a první světová válka
Heitz vstoupil 7. března 1898 do 2. Západopruského polního dělostřelectva 36. regimentu. Zúčastnil se jako kapitán a velitel baterie první světové války. Během této války obdržel vedle Železného kříže II. a I. stupně i černý odznak za zranění a pruský kříž za vyznamenání ve službě. Také Královský Rytířský kříž Hausorden von Hohenzollern s meči a hamburský hanzovní kříž.

### Čas nacionálního socialismu

#### Předválečné období
V roce 1934 byl povýšen do hodnosti generálporučíka.
Heitz byl považován za přesvědčeného stoupence nacionálněsocialistického systému. Tuto úlohu plnil tak dobře, že 1. srpna 1936 byl jmenován prezidentem říšského válečného soudu. V této funkci byl 1. dubna 1937 povýšen do hodnosti generála dělostřelectva.

#### Druhá světová válka
Při vypuknutí války 1939 mu bylo 60 let. Proto byl předpoklad, že bude brzy penzionován, také proto, že nezastával velitelskou pozici u žádné jednotky. Přesto mu bylo pro jeho prosbu přislíbeno, že se smí zúčastnit války na frontě. Po čtyř týdnech v říjnu 1939 byl jmenován velitelem Gdaňsko-Západopruského VIII. armádního sboru.
Byl více než tři roky velitelem tohoto sboru, s kterým prošel západní tažení 1940 a od 1941 do 1943 i ruské tažení. Tato pro druhou světovou válku neobyčejně dlouhá perioda ho nechala se domnívat, že velení Wehrmachtu je s jeho službou zcela spokojeno. Na druhé straně ho velení považovalo za příliš starého pro vyšší postup ve vojenské hierarchii. Ačkoliv za jeho přechod přes řeku Oise, při které sám osobně pod nepřátelskou palbou našel vhodný přechod, za což obdržel 4. září 1940 Rytířský kříž železného kříže, nebyl oproti jiným velitelům západního tažení povýšen do hodnosti generálplukovníka. To přišlo až o tři roky později.

#### Stalingrad a smrt
1942 patřil Heitz se svým VIII. Armádním sborem pod generálplukovníka Friedricha Pauluse a byl s ním obklíčen v kotli u Stalingradu. Heitz byl fanatický následovník Adolfa Hitlera, který nařizoval bojovat do posledního muže a hrozil zastřelením všem odpůrcům podle stanného práva. Ještě 29. ledna 1943 znělo z Hezitzových rozkazů mimo jiné: "Kdo kapituluje, bude zastřelen! Kdo vyvěsí bílou vlajku, bude zastřelen! Kdo chléb nebo salám od našich letců skryje a neodevzdá, bude zastřelen!" Ostatní generálové jako generál dělostřelectva Walther von Seydlitz-Kurzbach, který již 25. ledna jeho velitelům dal svolení k samostatnému jednání i ke kapitulaci. 31. ledna 1943 byli němečtí vojáci, kteří chtěli kapitulovat na základě těchto rozkazů stříleni při útěku do zad.

## Shrnutí vojenské kariéry

### Data povýšení
- Fahnenjunker – 7. březen 1898
- Leutnant – 18. srpen 1899
- Oberleutnant – 17. září 1909
- Hauptmann – 1. říjen 1913
- Major – 1. duben 1922
- Oberstleutnant – 1. listopad 1927
- Oberst – 1. únor 1930
- Generalmajor – 1. únor 1933
- Generalleutnant – 1. říjen 1934
- General der Artillerie – 1. duben 1937
- Generaloberst – 30. leden 1943

### Významná vyznamenání
- Rytířský kříž (208. držitel) – 4. září 1940
- Dubové ratolesti k Rytířskému kříži (156. držitel) – 21. prosinec 1942
- Německý kříž ve zlatě – 22. duben 1942
- Spona k železnému kříži I. třídy – 19. květen 1940
- Spona k železnému kříži II. třídy – 10. říjen 1939
- Železný kříž I. třídy (1. sv. válka)
- Železný kříž II. třídy (1. sv. válka)
- Odznak za zranění v černém (1. sv. válka)
- Kříž cti
- Domácí řád Hohenzollernů s meči (1. sv. válka)
- Královské pruské služební vyznamenání (1. sv. válka)
- Hamburský hanzovní kříž (1. sv. válka)
- |  |  |  Služební vyznamenání wehrmachtu od IV. do I. třídy